# 各務原市立稲羽西小学校
各務原市立稲羽西小学校（かかみがはらしりつ いなばにししょうがっこう）は、岐阜県各務原市大佐野町にある公立小学校。

## 概要
- 各務原市稲羽地区の小学校の一つであり、稲羽地区の西部（旧・羽島郡中屋村、稲葉郡更木村）の児童が通学する。
- 通学区域（自治会名による）は、大野町、小佐野町第1、小佐野町第2、小佐野町第3、三井町第1、三井町第2、上戸町、松本町、上中屋町、大佐野町、下中屋町、神置町、成清町であり[1]、公立中学校の場合の進学先は各務原市立稲羽中学校である[2]。

## 沿革
- 1963年（昭和38年）4月1日 -
  - 稲葉郡那加町、鵜沼町、蘇原町、稲羽町が合併し、各務原市が発足。
  - 旧・稲羽町の稲羽町立敬恪小学校と稲羽町立更木小学校を統合し、稲羽西小学校として開校。統合校舎は無く、旧・敬恪小学校を敬恪教室、旧・更木小学校を更木教室とする。
- 1966年（昭和41年）3月11日 - 現在地に（旧・稲羽町立共和中学校跡）に新校舎（鉄筋コンクリート造3階建）が完成し、移転。

## 学校周辺
- 河野西入坊

## その他
- 二宮金次郎像が2体設置されている。どちらも前身である敬恪小学校、更木小学校から移された像であり、中庭にあるのが敬恪小学校の二宮金次郎像（石像）、職員玄関にあるのが更木小学校の二宮金次郎像（木像）である。